# Stallaggio Meloni
Lo Stallaggio Meloni è stato un impianto sportivo italiano della città di Cagliari, in Sardegna, in funzione dal 1920 fino alla sua dismissione nel 1936.
È stato il primo stadio del Cagliari Calcio, utilizzato dal 1920 al 1925.

## Storia

### Dal deposito merci al calcio
Lo Stallaggio Meloni, come indica il nome, era un terreno di proprietà della famiglia Meloni in viale Trieste nella parte bassa del quartiere storico di Stampace, in pieno centro città, adibito a cavallo tra la fine del XIX secolo e l'inizio del Novecento al deposito di carri bestiame e animali, utile al trasbordo di materiale e merci da e per il vicino scalo marittimo cittadino. Lo stesso terreno subì modifiche a causa della costruzione della linea ferroviaria che dalla Stazione di Cagliari si diramava lungo la direzione nord verso il resto della Sardegna e che passava proprio alle spalle del viale. Ebbe quindi la funzione di caravanserraglio fino al 1920. In quell'anno, esattamente i 30 maggio, nacque infatti il Cagliari Football Club, un nuovo club calcistico nel capoluogo sardo e ci fu la necessità di trovare un terreno ove svolgere le partite casalinghe.

Giorgio Mereu del in azione contro la nella partita inaugurale dell'impianto

La scelta ricadde sul terreno dello Stallaggio Meloni e in breve tempo si lavorò per la costruzione di un campo regolamentare. Ad agosto dello stesso anno il campo, in terra battuta, era già pronto e mancava soltanto una sfidante, che fu trovata a metà mese nella Torres di Sassari, già attiva dal 1903. Il match, primo della storia del Cagliari, nonché match inaugurale dell'impianto venne fissato per l'8 settembre 1920. L’incontro venne fatto precedere dall'inaugurazione del campo, con tanto di rottura di una bottiglia di champagne contro uno dei pali delle porte da parte della madrina, la signorina Loy-Donà, membro di una delle famiglie nobili dell'alta società cagliaritana dell'epoca. L'incontro, a sorpresa, venne vinto dagli esordienti padroni di casa, per quell'occasione in maglia bianca (la canonica rossoblù arrivò tre partite dopo), con un rotondo 5-2. Mattatore della partita Alberto Figari con tre reti, due nel primo e la tripletta firmata nel secondo tempo. Per il Cagliari andarono a segno anche Cottiglia e Giorgio Mereu, quest'ultimo anche allenatore e segretario del neonato club, nonché futuro presidente. Per la Torres invece inutili i gol di Sanna e Tocco.
Il calcio, sport per quell'epoca nuovo, incominciò a piacere sempre più agli abitanti locali e rapidamente crebbe di popolarità, tanto che due anni dopo, nel 1922 si dovette procedere alla costruzione di una tribuna in grado di ospitare gli spettatori. I rossoblù vinsero le prime partite e le prime competizioni (il Trofeo Sardegna e il Campionato Sardo). Già nel 1924 il club però capì che serviva un impianto più moderno, capiente e funzionale per lo sviluppo definitivo della società, anche in ottica campionati nazionali, e quindi iniziò contestualmente la costruzione di un nuovo campo in un terreno nella non lontana via Pola, a pochi metri in linea d'aria. Nel 1925 il nuovo impianto fu pronto e la società, dopo 5 anni, abbandonò lo Stallaggio Meloni.

### La dismissione, i cambi d'utilizzo e l'abbandono
Nel 1936 l’area fu espropriata ai padroni dalla Regia Aeronautica e vi fu edificata la caserma, chiamata da allora Caserma Trieste, con officine di supporto alla Aviazione Legionaria, impegnata in quegli anni nel supporto al franchismo con i famigerati bombardamenti sulla Spagna. Durante la seconda guerra mondiale l’area subì pochi danni, (mentre fu interamente distrutta la prospiciente Scuola Ufficiali della Regia Aeronautica, situata tra l’attuale via Nazario Sauro e il viale Trieste. Dopo la guerra, in seguito alla nascita della Repubblica Italiana, la caserma passò al Ministero della Difesa che ne fece uso come alloggi ufficiali. Dal 1968 la caserma venne gradualmente dismessa e nel 1973 venne ceduta alla interamente alla Regione Autonoma della Sardegna, la quale due anni dopo la lasciò al Comune di Cagliari e il sindaco Salvatore Ferrara vi collocò la sede del corpo dei vigili urbani. Gran parte dell'area rimase però inutilizzata ed essendo stata abbandonata andarono disfacendosi le mura e le coperture degli edifici al suo interno, rimanendo in stato di degrado tutt'oggi. Nel 2015 la Regione Autonoma della Sardegna e il Comune di Cagliari hanno avviato un processo di recupero dell'area con l'obbiettivo di costruire nuovi edifici funzionali alla riorganizzazione dei locali ospitanti vari assessorati regionali.
Nel 2019 il Consiglio comunale di Cagliari, su proposta del consigliere Marcello Polastri, ha approvato un ordine del giorno e chiesto alla  Regione Autonoma della Sardegna, di trasformare l’area oggi abbandonata dell’ex Stallaggio Meloni, nella prima storica foresta urbana di Cagliari, valorizzando i ruderi dell’annessa Caserma Trieste. 
Il progetto prevede sia la valorizzazione di alcuni alberi ultra secolari, sia di una zona storica 

## Statistiche

### Prima partita ufficiale
| Cagliari 8 settembre 1920, ore 18:00 UTC+1 Amichevole                | Cagliari  | 5 – 2 referto | Torres | Stadio Stallaggio Meloni |
| \| \| \| \| \| Figari Cottiglia Mereu \| Marcatori \| Sanna Tocco \| |           |               |        |                          |
|                                                                      |           |               |        |                          |
| Figari Cottiglia Mereu                                               | Marcatori | Sanna Tocco   |        |                          |